# Azucena Villaflor
Azucena Villaflor de De Vincenti (ur. 7 kwietnia 1924 w Avellaneda, zaginęła 10 grudnia 1977) – jedna z twórczyń stowarzyszenia Matki z Plaza de Mayo poszukującego zaginionych w wyniku działań wojskowej dyktatury w Argentynie.
Od szesnastego roku życia pracowała jako telefonistka w zakładzie produkcji urządzeń elektrycznych. Z małżeństwa z działaczem związkowym Pedro De Vincentim miała czwórkę dzieci. Osiem miesięcy po zaprowadzeniu dyktatury wojskowej, 30 listopada 1976 jej syn Néstor i jego dziewczyna Raquel Mangin zostali porwani. Podczas prób dotarcia do Ministerstwa Spraw Wewnętrznych i wyjaśnienia ich losu poznała inne kobiety znajdujące się w podobnej sytuacji. Po pół roku nieudanych poszukiwań 30 kwietnia 1977 wraz z trzynastoma innymi kobietami demonstrowała przed siedzibą rządu na Plaza de Mayo. Choć była to sobota, od tego czasu demonstrantki maszerowały wokół placu co czwartek. Po porwaniu kilku członkiń grupy 8 grudnia, przekazała informację o ich zaginięciu prasie. Dwa dni później sama została porwana pod swoim domem w dzielnicy Avellanedy Sarandí przez grupę funkcjonariuszy marynarki. Podczas zatrzymania próbowała stawiać opór. Została przewieziona do zamienionej na więzienie Szkoły Mechaników Marynarki. Była przetrzymywana w jego podziemiach, torturowana i po kilku dniach zamordowana wraz z kobietami porwanymi 8 grudnia. 
Od 20 grudnia Ocean Atlantycki wyrzucał ich ciała na różnych plażach w prowincji Buenos Aires. Zostały one pochowane anonimowo na cmentarzu w mieście General Lavalle. Po upadku junty od 1984 prowadzone były na nim ekshumacje. Ciało Villaflor zostało zidentyfikowane w 2005. Jej szczątki poddano kremacji i pochowano u stóp piramidy na Plaza de Mayo. W pogrzebie wzięły udział jej pozostające przy życiu dzieci. Imię Villaflor nosi od 2003 państwowa nagroda przyznawana osobom zasłużonym dla ochrony praw człowieka.